# Seongju Oh

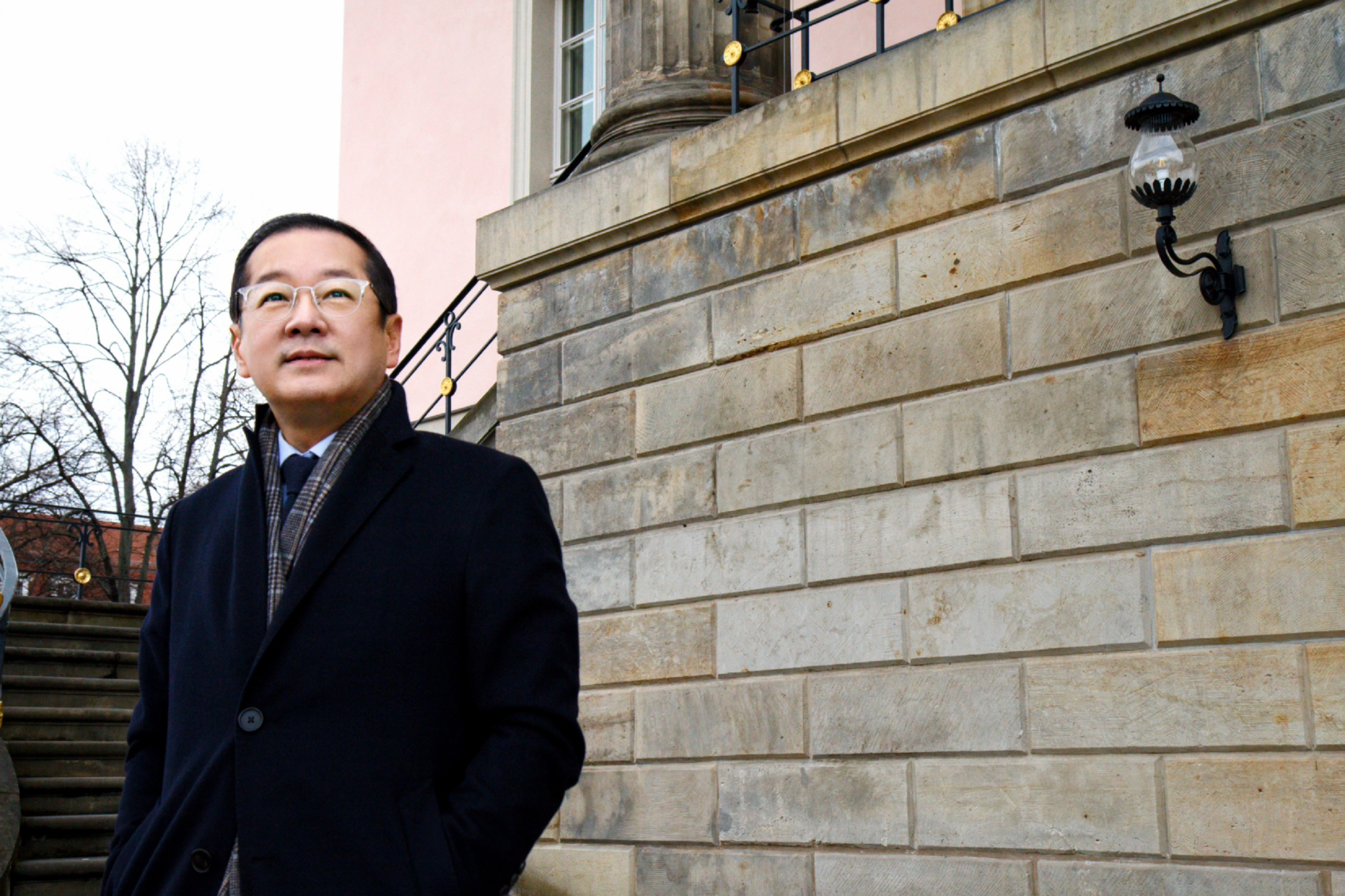
Seongju Oh 2023

Seongju Oh (koreanisch 오성주; * 10. Dezember 1964 in Busan, Südkorea) ist ein koreanischer Tenor, Komponist, Dirigent und Lyriker. Er lebt in Berlin und ist seit 1998 Mitglied des Rundfunkchores Berlin.

## Ausbildung und künstlerischer Werdegang
Seongju Oh wuchs in Südkorea auf. Bereits als Schüler nahm er an Gesangswettbewerben teil und gewann mit 16 Jahren den ersten Preis beim Wettbewerb der japanischen Zeitung Donghwoa. Nach dem Abitur leitete er mehrere Kirchenchöre und Seminare für Kirchenmusiker. Früh begann Oh auch mit dem Komponieren, wobei seine Liebe der geistlichen Musik gilt. Im Alter von 20 Jahren veröffentlichte er 33 Chorwerke und Kunstlieder. Sein geistliches Lied Zum Fluss der Gnade gehörte zu den meistgesendeten Liedern des Ostasien-Funks Gukdong.
Im Januar 1990 kam Oh nach Deutschland und studierte Gesang an der Staatlichen Hochschule für Musik in Trossingen. Sein Studium schloss er 1994 mit dem Diplom ab. Bei den Professoren Josef Sinz (Gesang) und Manfred Schreier (Chorleitung) setzte er anschließend seine Ausbildung in Trossingen fort.
Nach dem Studium war Oh aushilfsweise als Sänger im Chor des Bayerischen Rundfunks tätig. Zahlreiche Konzertreisen führten ihn später als Solist und Ensemblesänger in die USA, nach Kanada, und innerhalb Europas nach Frankreich, in die Schweiz, nach Italien und Tschechien. 
Seit 1998 ist er als 1. Tenor festes Mitglied des Rundfunkchores Berlin. Neben dieser Tätigkeit gründete Oh in Berlin mehrere Chöre: den Kirchenchor der Lindenkirche in Berlin-Wilmersdorf (2000), gemeinsam mit koreanischen Gesangsstudenten und Berufssängern das Korean Vocal Ensemble Berlin e. V. unter der Schirmherrschaft von Kwangchul Youn (2001), den koreanischen Konzertchor Berlin (2007) und Cantus Grunewald (2010).

## Kompositorisches Schaffen
Ohs Kompositionen werden von seinen Chören, von Mitgliedern des Rundfunkchors Berlin sowie von zahlreichen Instrumentalisten in Deutschland und Südkorea uraufgeführt.

## Werke (Auswahl)
- Bergschatten (1997)
- Gloria Paradadisi Kantate für Solostimmen, 3 Chöre und Orgel (2004)
- Obdachlosen-Kantate – Infirma nostri corporis für Solostimmen, Viola, Flöte, Akkordeon, Klavier und gemischten Chor, Mitglieder des Rundfunkchores Berlin und des RIAS Kammerchores (2006)
- Weihnachtskantate für Sopran, gemischten Chor und Orgel (2015)
- Kantate zum Erntedankfest für Tenor, gemischten Chor und Orgel (2016)
- Passionskantate für Bariton, gemischten Chor und Orgel (2017)
- Hanbamsunge Yangzinun. Weihnachtslied (2017)
- Osterkantate für Bariton, gemischten Chor und Orgel (2018)
- Lux Aeterna für Mezzosopran, Bariton und Klavier, Uraufführung in der Philharmonie Berlin (2018)
- Nun bist du im Himmel. Klagelied, Uraufführung am Oldenburgischen Staatstheater (2020)

## Diskografie
- Antonín Dvořák: Messe D-Dur mit dem Südbadischen Kammerchor und dem Kammerchor Achern
- Wolfgang Amadeus Mozart: Requiem mit dem Rundfunkchor Berlin
- Seongju Oh: Weihnachtslied Hanbamsunge Yangzinun. CD Weihnachtslieder aus Deutschland und aller Welt. MDR Klassik, MDR-Rundfunkchor